# Квантунская армия
Кванту́нская армия (яп. 関東軍, かんとうぐん  Канто:гун) — военная группировка Императорской армии Японии в годы Второй мировой войны в Восточной Азии.

## История

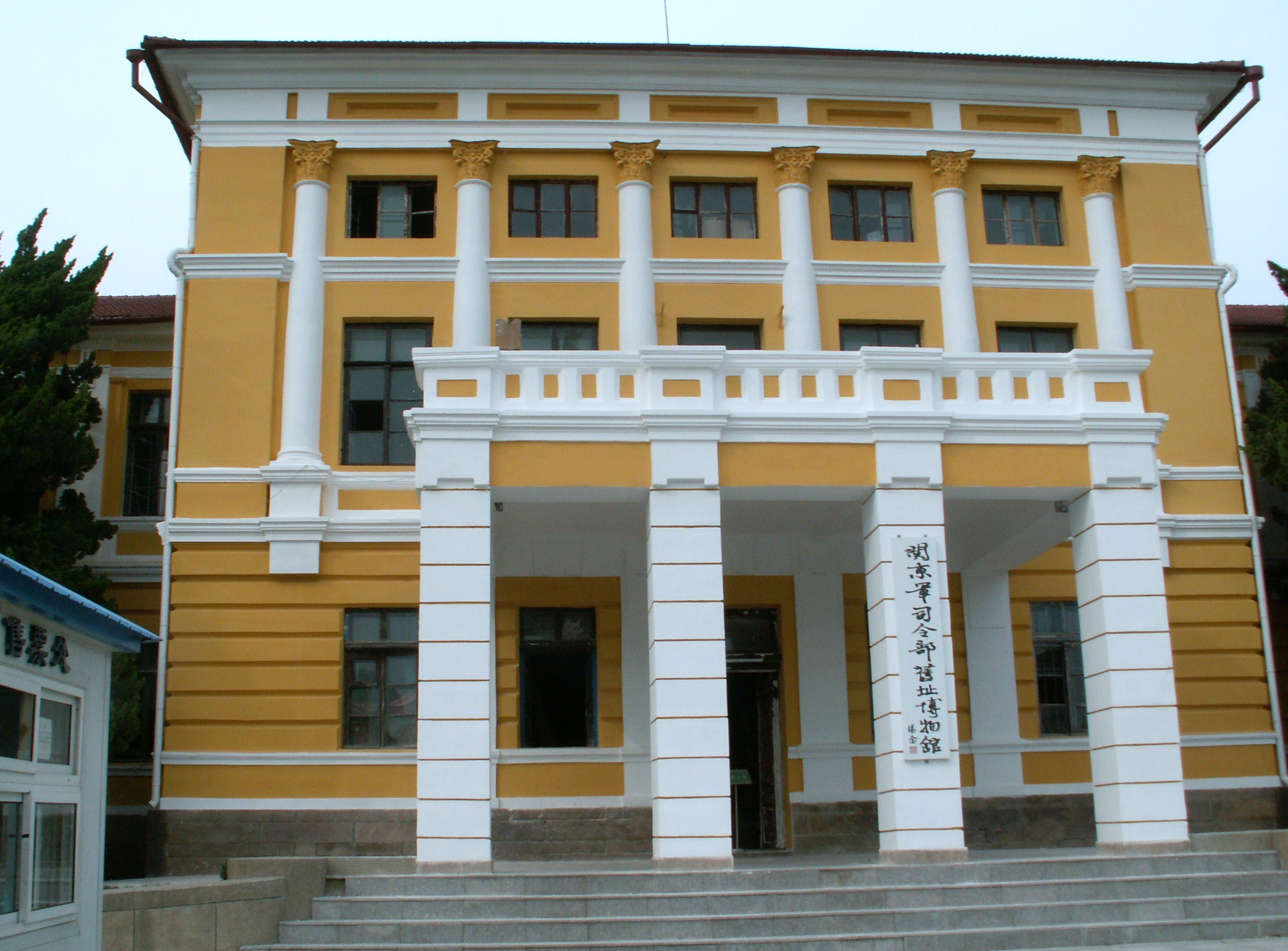
Музей Квантунской армии в здании её штаба в Порт-Артуре

Сформирована в 1919 году на базе гарнизона Квантунской области (на юго-западной оконечности Ляодунского полуострова — Квантунском полуострове, право на использование которого Япония получила по условиям Портсмутского мирного договора 1905 года после поражения России в Русско-японской войне) с целью подготовки агрессии против Китая, СССР и Монголии.
18 сентября 1931 года Квантунская группировка атаковала Китай и к началу 1932 года оккупировала его северо-восточную часть — Маньчжурию, после чего осуществляла военную поддержку созданного 9 марта 1932 года марионеточного государства Маньчжоу-го: вторглась в китайскую провинцию Жэхэ и дошла до Великой стены.
В 1936 году при штабе Квантунской группировки был создан отряд «Асано» (вооружённое подразделение из прошедших военную подготовку белоэмигрантов под командованием японского полковника Асано, предназначенный для участия в ведении разведывательно-диверсионной деятельности и военных действий против СССР). В последующее время, численность отряда «Асано» была увеличена до пяти рот. Кроме того, в 1936 году начальник штаба Квантунской армии генерал Окомура вызвал к себе атамана Г. М. Семёнова, которому поручил вести разведку в Забайкалье и МНР, а также начать военную подготовку имеющихся в распоряжении монголов.

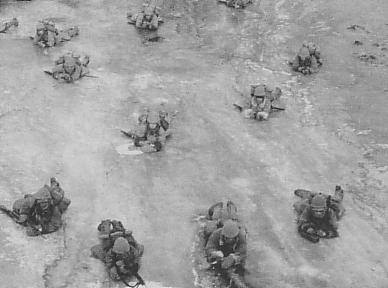
Манёвры Квантунской армии

Под командованием Хидэки Тодзио численность Квантунской армии к 1938 году была доведена до 200 тысяч, а к 1940 году — до 300 тысяч человек.
Квантунская армия стала образцовым соединением и выполняла роль базы подготовки сухопутных сил, которые время от времени перебрасывались на другие участки. Служба в Квантунской армии не только считалась почётной, но фактически являлась гарантией успешной карьеры офицеров, стремившихся получить командные должности.
Летом 1938 года войска Квантунской армии вторглись в пределы СССР у озера Хасан, в 1939 была организована более крупная военная провокация против Советского Союза и МНР на реке Халхин-Гол.
В 1941 году, после начала Великой Отечественной войны, Квантунская армия в соответствии с утверждённым японским командованием планом «Кантокуэн» развернулась на маньчжурской границе и в Корее, выжидая удобного момента для начала боевых действий против СССР в зависимости от ситуации на советско-германском фронте. В 1941—1943 годах в Маньчжурии и Корее размещалось 15-16 японских дивизий общей численностью около 700 тысяч человек, а ко второй половине 1944 года там оставалось 10 японских дивизий (часть войск с начала 1943 года постоянно изымалась на усиление действующей армии на Тихоокеанском театре боевых действий, от планов нападения на СССР в ближайшей перспективе военное и политические руководство Японии тогда же решило отказаться). 
Противостоящая им группировка советских войск составляла от 32 (703 714 чел., 22.06.1941) до 49,5 (1 446 012 чел, 01.07.1942) расчётных дивизий. 
Однако военное поражение Германии и предъявление Японии единого ультиматума союзных держав весной 1945 года сделало вопрос вступления СССР в войну против Японии всего лишь вопросом времени. В связи с чем началось спешное восстановление численности Квантунской армии: в неё в полном составе прибыли 4 пехотные дивизии из Центрального Китая, была проведена тотальная мобилизация среди японских колонистов в Китае и Маньчжурии — на основе этого контингента сформированы новые 9 дивизий и 8 бригад. Но уровень их подготовки и технического оснащения были недостаточными.
К 9 августа 1945 года Квантунская армия имела в своём составе: 1-й фронт (3-я и 5-я армии), 3-й фронт (30-я и 44-я армии), 17-й фронт (34-я и 59-я армии), отдельную 4-ю армию, 2-ю и 5-ю воздушные армии и Сунгарийскую военную флотилию. Кроме того, ей были оперативно подчинены армия Маньчжоу-го, армия Мэнцзяна (под командованием князя Дэ Вана) и Суйюаньская армейская группа.
В составе Квантунской армии и подчинённых ей войск насчитывалось 31 пехотная, 2 танковых и 1 кавалерийских бригады (всего 713,000 человек), 1155 танков, 5360 орудий, 1800 самолётов и 25 боевых кораблей. Квантунская армия располагала также бактериологическим оружием, подготовленным для применения против советских войск (см. «Отряд 731»).
Однако основная часть военной техники (артиллерии, танков, самолётов) была разработана в 1930-е годы и к концу Второй мировой войны существенно устарела, а в связи с ограниченностью людских ресурсов Японии до 50 % личного состава сухопутных частей было набрано из призывников младших возрастов, не имевших достаточной военной подготовки, и ограниченно годных резервистов старшего возраста в связи с переброской хорошо подготовленных частей, которые считались лучшими в японской армии, для ведения боевых действий на Тихом океане против США.
С началом Маньчжурской операции, 16 августа 1945 года командующий  Квантунской армии генерал Ямада Отодзо  приказал своей армии сдаться, после  того как  император Хирохито объявил  о капитуляции Японии с 14 августа 1945 года,  Некоторые японские дивизии отказались сдаться, и боевые действия продолжались в течение следующих нескольких дней.
В ходе Маньчжурской операции советских войск Квантунская армия потеряла убитыми около 84 тысяч солдат и офицеров, свыше 15 тысяч умерли от ран и болезней на территории Маньчжурии, около 600 тысяч человек попали в плен, при этом безвозвратные потери Советской Армии составили около 12 тысяч человек.
После капитуляции Японии СССР передал НОАК трофейное вооружение Квантунской армии: корабли Сунгарийской речной флотилии, 861 самолёт, 600 танков, артиллерию, миномёты, 1200 пулемётов, стрелковое вооружение, а также боеприпасы и иное военное имущество.

## Список командного состава

### Командующие
|    | Звание             | Имя              | С          | По         |
| -- | ------------------ | ---------------- | ---------- | ---------- |
| 1  | Генерал            | Татибана Коитиро | 12.04.1919 | 06.01.1921 |
| 2  | Генерал            | Каваи Мисао      | 06.01.1921 | 10.05.1922 |
| 3  | Генерал            | Оно Минобу       | 10.05.1922 | 10.10.1923 |
| 4  | Генерал            | Сиракава Ёсинори | 10.10.1923 | 28.07.1926 |
| 5  | Фельдмаршал, барон | Муто Нобуёси     | 28.07.1926 | 26.08.1927 |
| 6  | Генерал            | Мураока Тётаро   | 26.08.1927 | 01.07.1929 |
| 7  | Генерал            | Хата Эйтаро      | 01.07.1929 | 31.05.1930 |
| 8  | Генерал            | Хисикари Такаси  | 03.06.1930 | 01.08.1931 |
| 9  | Генерал            | Хондзё Сигэру    | 01.08.1931 | 08.08.1932 |
| 10 | Фельдмаршал, барон | Муто Нобуёси     | 08.08.1932 | 27.07.1933 |
| 11 | Генерал            | Хисикари Такаси  | 29.07.1933 | 10.12.1934 |
| 12 | Генерал            | Минами Дзиро     | 10.12.1934 | 06.03.1936 |
| 13 | Генерал            | Уэда, Кэнкити    | 06.03.1936 | 07.09.1939 |
| 14 | Генерал            | Умэдзу Ёсидзиро  | 07.09.1939 | 18.07.1944 |
| 14 | Генерал            | Ямада Отодзо     | 18.07.1944 | 11.08.1945 |

### Начальники штаба
| № п/п | Звание            | Имя                 | С          | По         |
| ----- | ----------------- | ------------------- | ---------- | ---------- |
| 1     | Генерал-майор     | Хамаомотэ Матасукэ  | 12.04.1919 | 11.03.1921 |
| 2     | Генерал-майор     | Фукухара Ёсия       | 11.03.1921 | 06.08.1923 |
| 3     | Генерал-майор     | Кавада Акихару      | 06.08.1923 | 02.12.1925 |
| 4     | Генерал-майор     | Сайто Хисаси        | 02.12.1925 | 10.08.1928 |
| 5     | Генерал-лейтенант | Миякэ Мицухару      | 10.08.1928 | 11.04.1932 |
| 6     | Генерал           | Хасимото Тораносукэ | 11.04.1932 | 08.08.1932 |
| 7     | Генерал           | Коисо Куниаки       | 08.08.1932 | 05.03.1934 |
| 8     | Генерал           | Нисио Тосидзо       | 05.03.1934 | 23.03.1936 |
| 9     | Генерал           | Итагаки Сэйсиро     | 23.03.1936 | 01.03.1937 |
| 10    | Генерал           | Тодзио Хидэки       | 01.03.1937 | 30.05.1938 |
| 11    | Генерал-лейтенант | Исогаи Рэнсукэ      | 18.06.1938 | 07.09.1939 |
| 12    | Генерал-лейтенант | Иимура Дзё          | 07.09.1939 | 22.10.1940 |
| 13    | Генерал           | Кимура Хэйтаро      | 22.10.1940 | 10.04.1941 |
| 14    | Генерал           | Ёсимото Тэйити      | 10.04.1941 | 01.08.1942 |
| 15    | Генерал-лейтенант | Касахара Юкио       | 01.08.1942 | 07.04.1945 |
| 16    | Генерал-лейтенант | Хата Хикосабуро     | 07.04.1945 | 11.08.1945 |